# Mária Karolina Ferdinanda nápoly–szicíliai királyi hercegnő
Bourbon–Szicíliai Mária Karolina (teljes nevén Mária Karolina Ferdinanda Lujza, olaszul: Maria Carolina di Borbone-Due Sicilie, franciául: Marie-Caroline de Bourbon-Siciles; Palermo, Két Szicília Királysága, 1798. november 5. – Brunnsee, Ausztria–Magyarország, 1870. április 16.), a Bourbon-házból származó nápoly–szicíliai királyi hercegnő, I. Ferenc kettős király és Habsburg–Lotaringiai Mária Klementina főhercegnő legidősebb leánya, aki első férje, Charles Ferdinand d’Artois hitveseként Berry hercegnéje.
1820-ban első férjét egy bonapartista merénylő meggyilkolta. Az 1830-as forradalom után emigrált, majd 1831-ben újra férjhez ment. 1832-ben legitimista felkelést vezetett Franciaország nyugati részén, de kudarcot vallott, hosszú bujkálás után letartóztatták. 1833-ban végül kiutasították, haláláig Ausztriában élt.

## Élete

### Származása, testvérei

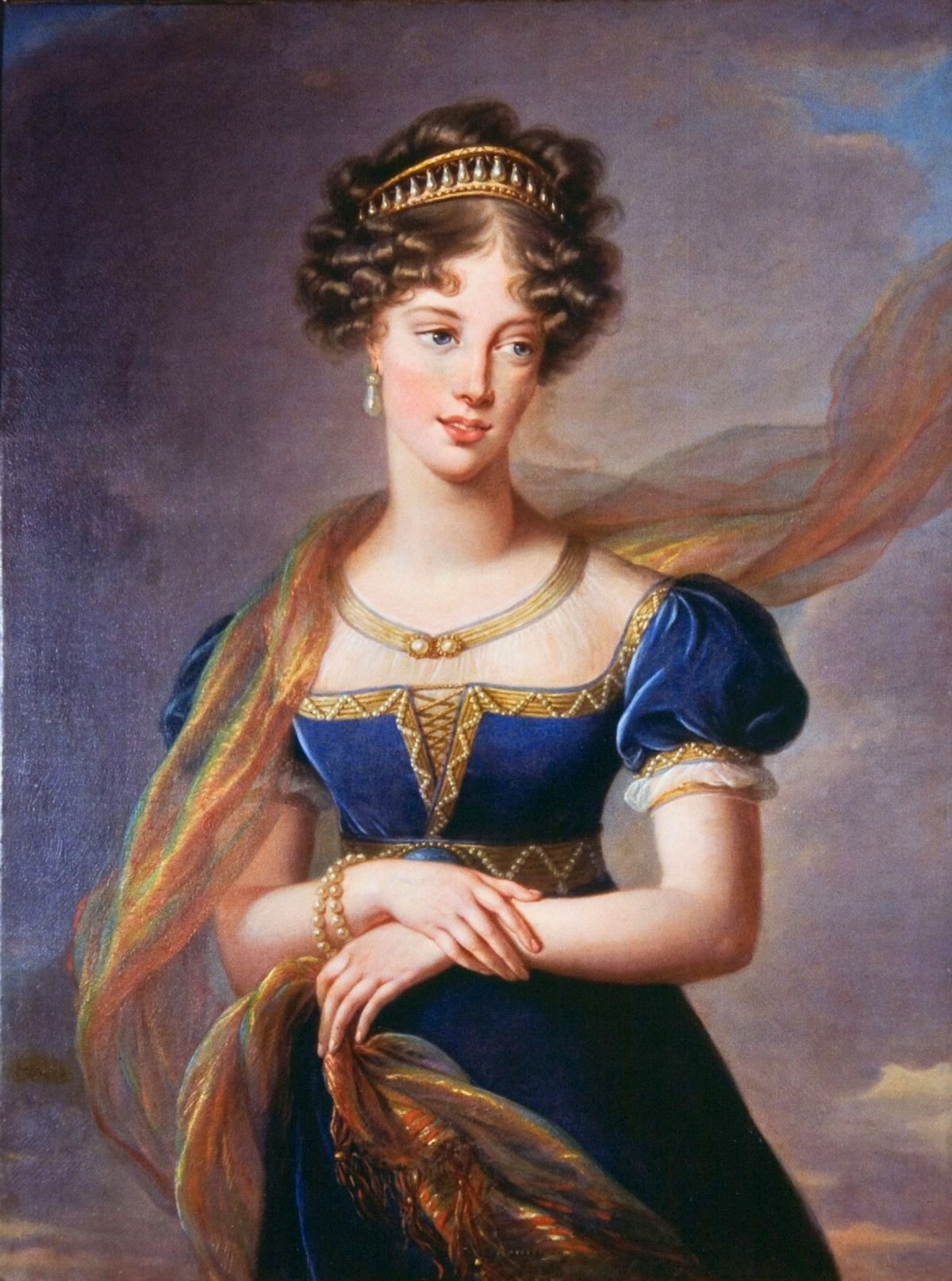
Mária Karolina Ferdinanda, Berry hercegné (Élisabeth Vigée Le Brun műve, 1824)

Mária Karolina Ferdinanda Lujza hercegnő 1798. november 5-én született a szicíliai Palermóban.
Édesapja a Bourbon-házból származó Ferenc nápoly–szicíliai királyi herceg (1777–1830) volt, IV. Ferdinánd nápolyi királynak és Mária Karolina osztrák főhercegnőnek (1752–1814) fia, Mária Terézia császárné unokája, a nápolyi és szicíliai trón örököse, aki később, 1825-től I. Ferenc néven nápoly–szicíliai király lett.
Édesanyja a Habsburg–Lotaringiai-ház toszkánai ágából származó Mária Klementina osztrák főhercegnő (1777–1801) volt, II. Lipót német-római császárnak, magyar és cseh királynak (1747–1792) és a Bourbon-házból való Mária Ludovika spanyol infánsnőnek (María Luisa de España, 1745–1792) tizedik leánya, Mária Terézia császárné másik unokája.
A szülők házasságából 2 gyermek született, de csak az idősebbik, Mária Karolina Ferdinanda hercegnő érte meg a felnőttkort. Öccse, Ferdinánd Ferenc (Fernando Francesco) királyi herceg (1800–1801), Szicília hercege, kisgyermekként meghalt.
A hercegnő születésekor, 1798 novemberében a nápolyi és szicíliai királyi család Szicíliában élt, a Nelson ellentengernagy és a Földközi-tengeren tevékenykedő brit flotta védelme alatt, mivel Bonaparte tábornok csapatai 1798 februárjában elfoglalták Nápoly városát és a Nápolyi Királyságot. A királyi család Szicíliába menekült. Mária Karolina Ferdinanda nagyanyja, Mária Karolina királyné innen igyekezett szervezni az ellenállást.
1801-ben Mária Karolina Ferdinanda 3 éves volt, amikor édesanyja, Mária Klementina főhercegnő 24 éves korában meghalt, a második gyermekének szülésekor elszenvedett komplikációk következtében. 1802-ben apja, Ferenc trónörökös másodszor is megnősült. A Bourbon-házból való Mária Izabella spanyol infánsnőt (1789–1848), IV. Károly spanyol király és Mária Lujza Bourbon–parmai hercegnő leányát vette feleségül. Mária Karolina Ferdinanda féltestvérei apjának második házasságából:
- Lujza Sarolta (Carlotta) hercegnő (1804–1844), aki 1819-ben Ferenc (Francisco de Paula) spanyol infánshoz (1794–1865), IV. Károly király legkisebbik fiához ment feleségül.
- Mária Krisztina (1806–1878), aki 1829-ben nagybátyjának, VII. Ferdinánd spanyol király negyedik felesége lett, 1833–1840 között Spanyolország régense volt. Leánya II. Izabella néven Spanyolország királynője lett.
- Ferdinánd trónörökös (1810–1859), Puglia grófja, Calabria hercege, 1830-tól II. Ferdinánd néven nápoly–szicíliai király aki 1832-ben Savoyai Mária Krisztina szárd királyi hercegnőt (1812–1836), majd 1837-ben Habsburg–Tescheni Mária Terézia főhercegnőt vette feleségül.
- Károly Ferdinánd (Carlo Fernando), Capua hercege (1811–1862), aki 1836-ban rangon aluli házasságot kötött Penelope Smith-szel (1815–1882), utóbb Mascali grófnőjével.
- Lipót Benjámin, Siracusa grófja (1813–1860), aki 1837-ben Savoya–Carignani Filiberta szárd hercegnőt (1814–1874) vette feleségül.
- Mária Antónia (1814–1898), aki II. Lipót toszkánai nagyherceg (1797–1870) második felesége lett.
- Antal Paszkál (Antonio Pasquale), Lecce grófja, (1816–1843), gyermektelenül halt meg.
- Mária Amália hercegnő (1818–1857), 1832-ben Sebestyén infánshoz, Spanyolország és Portugália hercegéhez (1811–1872) ment feleségül.
- Mária Karolina hercegnő (1820–1861), aki 1850-ben a Bourbon-házból való Carlos Luis María Fernando spanyol királyi herceghez, Montemolín grófjához (1818–1861), a spanyol karlista trónkövetelőhöz ment feleségül.
- Terézia Krisztina Mária (1822–1889), aki 1843-ban II. Péter brazil császárhoz ment feleségül.
- Lajos Károly (Luigi Carlo), Aquila grófja (1824–1897), aki 1844-ben Januária Mária Johanna brazil császári hercegnőt (1822–1901), I. Péter brazil császár leányát vette feleségül.
- Ferenc Lajos (Francesco Luigi), Trapani grófja (1827–1892), aki saját unokahúgát, Habsburg–Toscanai Mária Izabella főhercegnőt (1834–1901), nővérének, Mária Antónia hercegnőnek leányát vette feleségül.

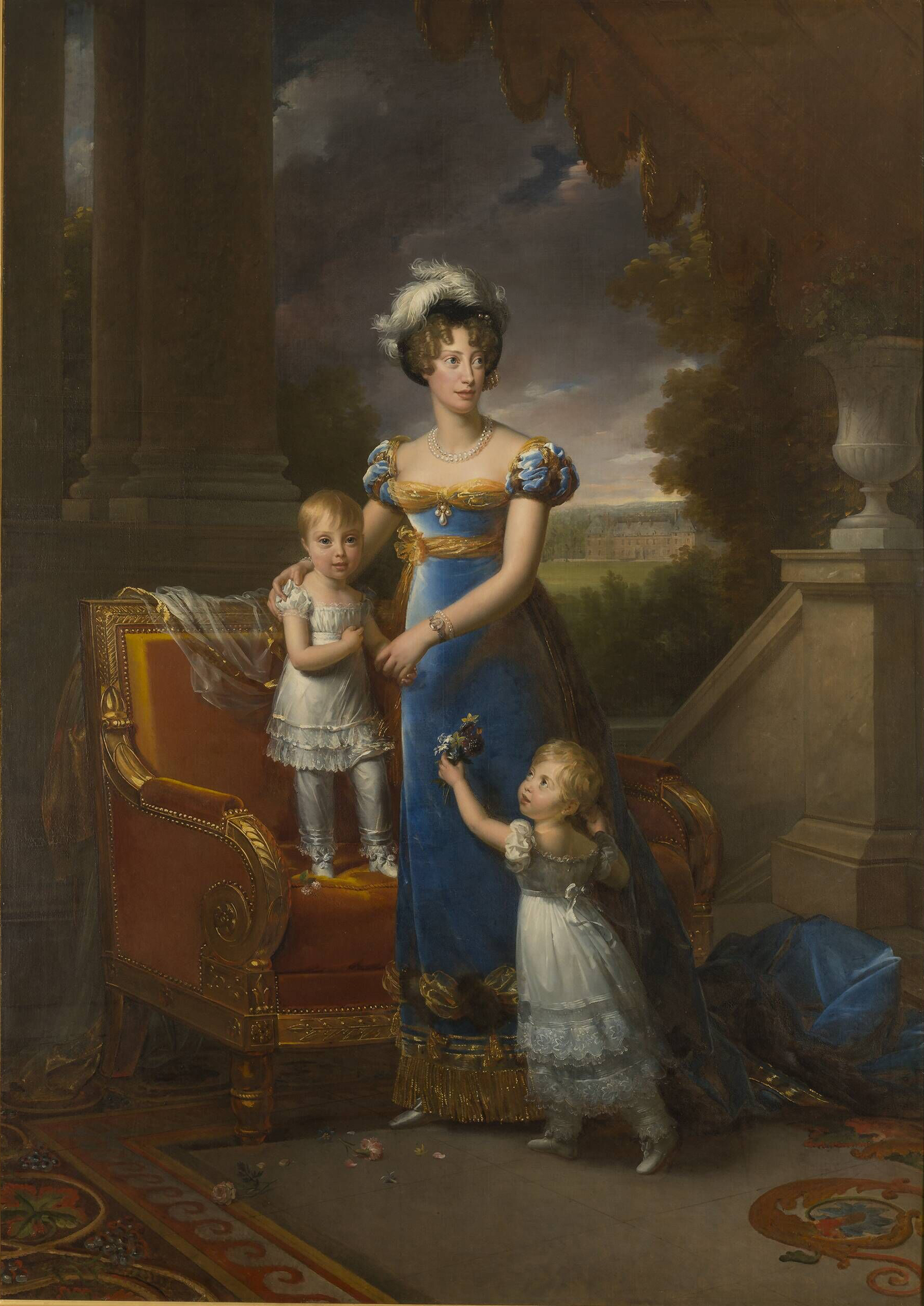
Berry hercegné gyermekeivel, Louise-Marie-Thérèse d’Artois-val és Henri d’Artois-val, Bordeaux hercegével (1822).

### Első házassága
A hercegnő gyermekéveit Palermóban, majd 1814 után Nápolyban töltötte apjának, a trónörökösnek udvarában. A napóleoni háborúkat követő konszolidáció során, 1816. április 24-én Mária Karolina Ferdinanda hercegnő Nápolyban képviselők útján (per procurationem) házasságot kötött a Bourbon-házból származó Károly Ferdinánd francia királyi herceggel, Berry hercegével, Károly Fülöp királyi hercegnek, Artois grófjának (a későbbi X. Károly francia királynak), és a Savoyai-házból származó Mária Terézia szárd királyi hercegnőnek (1756-1805) kisebbik fiával, III. Viktor Amadé szárd–piemonti király, savoyai herceg unokájával, XVIII. Lajos francia király unokaöccsével. Az ünnepélyes esküvőt június 17-én a párizsi Notre-Dame székesegyházban tartották meg.
A hercegnő 20 évvel fiatalabb volt férjénél, ennek ellenére házaséletük rendezetten és egyetértésben zajlott. Az Élysée-palotát rendezték be számukra. Házasságukból 4 gyermek született, de csak ketten érték meg a felnőttkort.
- Louise Isabelle de Bourbon hercegnő (*/† 1817–1817), születésekor meghalt.
- Louis de Bourbon herceg (*/† 1818), születésekor meghalt.
- Louise Marie Thérèse de Bourbon hercegnő (1819–1864), aki 1845-ben a Bourbon-házból való III. Károly parmai herceghez (1823–1854) ment feleségül, és 1854–1859 között régensként uralkodott Parmában.
- Henri-Charles de Bourbon, Bordeaux hercege (1820–1883), Chambord grófja, 1844-től a legitimisták számára V. Henrik francia király, aki 1846-ban Mária Terézia Beatrix modenai hercegnőt vette feleségül.

Utolsó gyermeküket, Henri-Charles herceget már a szíve alatt hordta, amikor férjét, Berry hercegét 1820. február 14-én este Párizsban, egy operaelőadás szünetében, miközben feleségét kocsijához kísérte, egy bonapartista merénylő egyetlen késszúrással halálra sebezte. A herceg másnap hajnalban meghalt. A merénylőt, aki saját vallomása szerint a Bourbonok írmagját is ki akarta pusztítani, halálra ítélték, és kivégezték.
Negyedik gyermekük, az egyetlen fiú, az utószülött Henri, Bordeaux hercege, Chambord grófja 7 hónappal a tragédia után jött a világra. Ő volt a francia Bourbon-ház főágának utolsó férfi sarja, születésének tényét csodaként emlegették („l’enfant du miracle”).

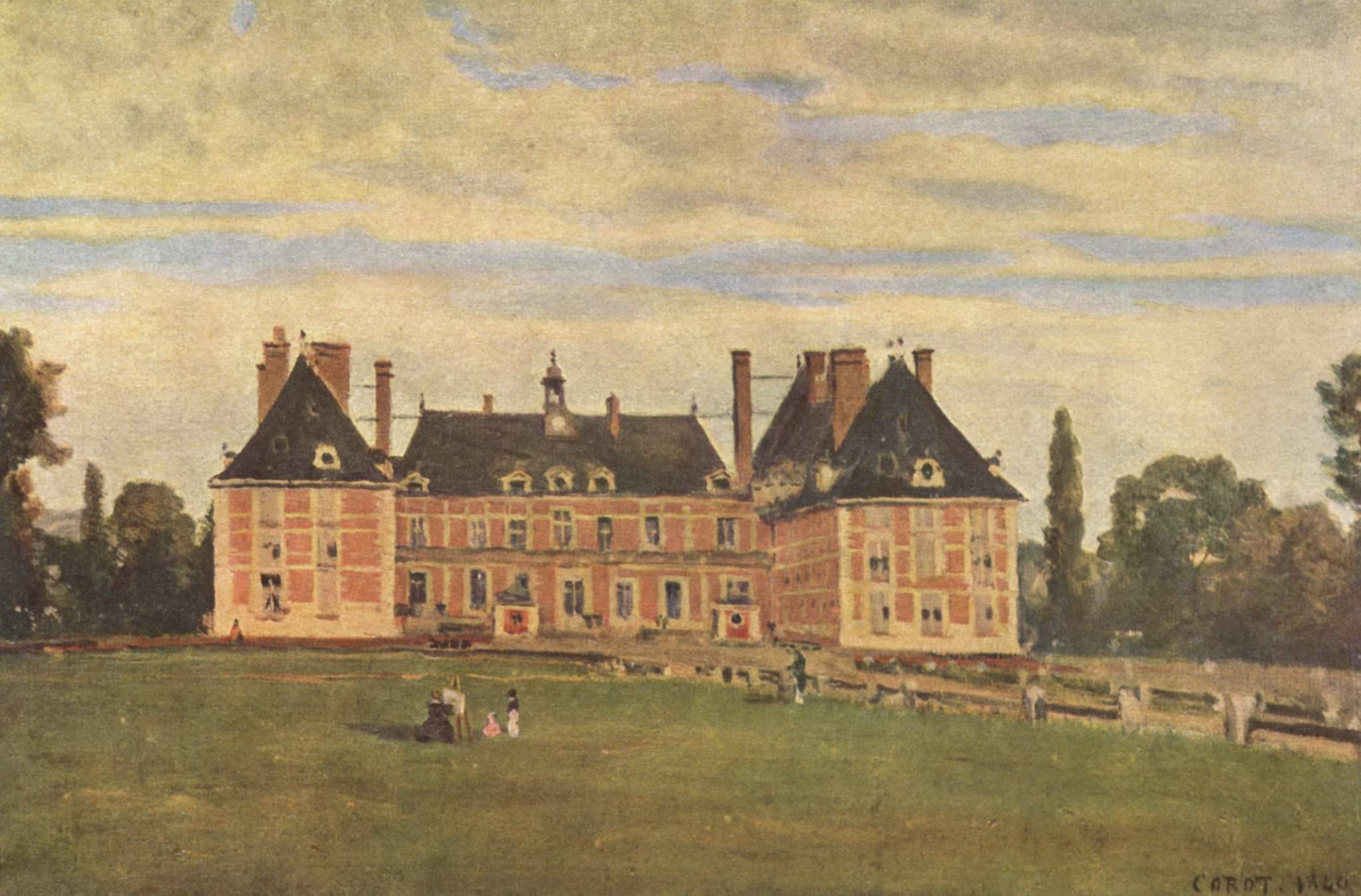
A Rosny-sur-Seine kastély (Jean-Baptiste Camille Corot műve, 1840).

### Özvegységben
Férjének meggyilkolása után az özvegy Berry hercegné átköltözött a Tuileriák palotájába. A kortársak visszaemlékezései szerint gyakran vívta ki a királyi család nőtagjainak ellenszenvét. Elsősorban sógornőjével, Mária Terézia Sarolta francia királyi hercegnővel, Angoulême hercegének feleségével estek súrlódások. Berry hercegnéje nem tartotta magát az udvari etiketthez, szerette az ünnepélyeket és fogadásokat, imádott a legújabb divat szerint öltözni. A nála 20 évvel idősebb Angoulême hercegnét, XVI. Lajos király leányát megkeményítettek az ifjúkorában átélt nélkülözések és megaláztatások. Természetük, vérmérsékletük alapvetően ellentétes volt, összetűzéseik napirenden voltak.
A hercegné gyakran keresett felüdülést az udvartól távol. Szerette a tengeri fürdőhelyeket, különösen Boulogne-sur-Mert és Dieppe-et. A fiatal özvegy Berry hercegné utazásai divatot csináltok az úri társaság körében: divatba jött a nyári üdülés az atlanti tengerparton. A hercegné személyesen nyitotta meg a Somme-hajózócsatorna egyik újonnan épült szakaszát.
Mária Karolina Ferdinanda hercegnő a művészetek számos ága iránt érdeklődött. Bőkezű mecénásként festőket, irodalmárokat, zenészeket támogatott, köztük Rossinit is. Rosny-sur-Seine-i kastélyában (Île-de-France, Párizs közelében) gazdag könyvtárat gyűjtött össze (1830 után a könyvgyűjteményt elárverezték). A párizsi Théâtre de Gymnase Marie Bell színinövendékeinek védnöke lett, a színházat Berry hercegné címe után Théâtre de Madame-ra keresztelték át, ezt a nevet viselte 1830-ig.

### Emigráció és a második, titkos házasság
Az 1830-as júliusi forradalom során apósa, X. Károly és sógora, XIX. Lajos is lemondtak unokaöccsüknek, Henri bordeaux-i hercegnek, Mária Karolina Ferdinanda fiának javára. A Nemzetgyűlés azonban Orléans-i Lajos Fülöpöt kiáltotta ki királynak. Berry hercegné követte apósát és sógorát a skóciai száműzetésbe. Edinburgh-ben, a Hollyrood House-ban laktak.
A határozott egyéniségű Mária Karolina Ferdinanda hercegné azonban el volt szánva arra, hogy amilyen gyorsan csak lehet, visszaszerzi Franciaország trónját saját tízéves fia, Henri herceg számára, akit a francia legitimisták V. Henrik néven a trón törvényes várományosának ismertek el. A hercegné 1831-ben Skóciából Itáliába utazott. 1831. december 14-én Rómában feleségül ment Ettore Carlo Lucchesi-Pallihoz (1806–1864), Grazia 8. grófjához, Campofranco hercegéhez, a házasságkötést azonban titokban tartották.

### A vendée-i felkelés vezére
1832 tavaszán az áldott állapotban lévő Mária Karolina Ferdinanda hercegné – X. Károly ellenkezése dacára – elhagyta az Egyesült Királyságot. Németországon át Modena és Reggio Hercegségébe utazott, IV. Ferenc herceghez, az egyetlen európai uralkodóhoz, aki nem ismerte el a Júliusi Monarchiát. 1832. április 24-én a hercegné Viareggio kikötőjében az emigráns royalista Bourmont marsall kíséretében hajóra szállt. A Carlo Alberto nevű kis gőzös, szárd zászló alatt április 28-ról 29-re virradó éjszaka partra tette őket egy kis halászkikötőben, Marseille mellett. A kormányhű város elfoglalására szőtt terv azonban, elegendő támogató híján, csúfos kudarcba fulladt. A hercegnő úgy döntött, nem megy vissza Itáliába, hanem titokban útra kelt a legitimista ellenállás fő fészke, a nyugat-franciaországi Vendée és Bretagne felé. Május 16-án érkezett a bocage-vidékre, 23-án már megtartotta az első haditanácsot. X. Károly franciaországi hívei, a karlisták azonban nem voltak egységesek. A legitimista hadsereg 12 hadosztályából 7 ellenezte az azonnali felkelést, elégtelen fegyver- és lőszerellátás miatt. A francia rojalista vezetők úgy látták, a külföldi támogatás nélkül indított lázadás az egész legitimista mozgalom pusztulásához vezethet. A türelmetlen Berry hercegné május 24-re tűzte ki a fegyveres felkelést, főparancsnokává Bourmont marsallt nevezte ki. Mérsékelt tanácsadói hatására az időpontot június 4-re halasztotta.
A „trónbitorló” Lajos Fülöp rendőrminiszterének, Montalivet grófnak ügynökei azonban tudtak utazásáról. A kormány Dermoncourt tábornok vezetésével csapatokat küldött a helyszínre, hogy tegye meg az ellenlépéseket. Dermoncourt megkezdte a vezetők letartóztatását, szétverte a gyűléseket. 1832. június 4-én kitört a fegyveres felkelés. Véres rajtaütések, sok áldozatot követelő utcai harcok folytak Vendée és Bretagne városaiban. Dermoncourt néhány nap alatt leverte a felkelők csapatait, a vezetőket elfogatta, kivéve Berry hercegnét, aki június 9-én paraszti álruhában elvegyült Nantes lakosai között. A következő 5 hónapon át egy házban kialakított rejtekhelyen élt, innen kiterjedt levelezést folytatott az európai királyi házakkal annak ellenére, hogy a kormányerők június 15-én ostrom alá vették, és el is foglalták a várost. Montalivet belügyminiszter erőit lekötötte a június 5–6-i köztársasági felkelés is. Egész Nyugat-Franciaországot tűvé tette a hercegnő után, de hiába.
Amikor a rejtőzködő Berry hercegné nemzetközi levelezésének híre kiszivárgott, a király tehetetlenséggel vádolta az illetékes minisztereket és katonai parancsnokokat. 1832. október 11-én Montalivet rendőrminisztert Adolphe Thiers váltotta fel, aki azonnali intézkedéseket rendelt el, hogy a parlament november 19-i megnyitásán már eredményekről számolhasson be. Közben Berry hercegné felvette a kapcsolatot I. Vilmos holland királlyal is, akit a Dél-Németalföldön állomásozó francia hadsereg megtámadására akart rávenni. Thiers személyes bizalmasát, a hercegné kíséretének egy korábbi tagját, Simon Deutz-ot, egy rabbi kikeresztelkedett fiát, küldte Nantes-ba. Baráti kapcsolatainak kihasználásával Deutz titkos találkozót kért a hercegnétől, aki október 31-én titokban fogadta. Deutz a holland király hírnökeként jelentkezett. November 6-án ismét találkoztak, a hercegné ekkor nagyobb pénzösszeget bízott Deutz-ra, aki egyenesen a rendőrprefektúrára ment, és elárulta a találkozó helyszínét. A házat körülvették, november 7-én hajnalban rajtaütöttek. 16 órányi (!) sikertelen házkutatás után november 8-án Mária Karolina Ferdinanda önként előjött az égő kandalló falában mesterien kialakított és álcázott rejtekhelyéről. Dermoncourt tábornokot kérette, és megadta magát neki.

### Bukás és visszavonulás
Berry hercegnét letartóztták, az aquitániai Blaye erődjébe vitték, ahol szigorú őrizet alatt tartották. Terhessége ekkor már előrehaladott volt. Az erőd parancsnoka, Bugeaud tábornok tanúkat jelölt ki, a hercegné jelenlétükben egy leányt szült, Anna Mariát, aki csak néhány napig élt. Kénytelen volt elárulni, hogy egy évvel korábban titokban férjhez ment Ettore Carlo Lucchesi-Pallihoz. Bugeaud tábornok jelentése alapján Thiers sajtója gondoskodott arról, hogy az ügy részletei napvilágra kerüljenek. A francia legitimistákban csalódást keltett a hír. A meggyilkolt Berry herceg özvegyének, a királyság „mártírjának”, az utolsó Bourbon-házi herceg szülőanyjának nimbusza odalett. Viselkedését méltatlannak találták, tömegesen pártoltak el tőle. Apponyi Rudolf gróf, az akkori párizsi osztrák nagykövet kijelentése szerint a hercegnő egy „jó házból való kalandornak” bizonyult.
Személye ezzel veszélytelenné vált a francia kormány számára. 1833 júniusában kiengedték börtönéből, és Bugeaud tábornok kíséretében Palermóba vitték. Itt csatlakozhatott férjéhez, Lucchesi-Palli grófhoz. Prágába is el akart utazni X. Károlyhoz, de apósa nem akarta fogadni meggyilkolt fiának özvegyét a második, rangon aluli házasság miatt. A következő években a Bourbon család diszkrét tárgyalásokat folytatott a Vatikánnal is, a második házasság felbontásának lehetőségéről, ezekbe bevontak emigráns francia diplomatákat is. Szeptemberben azonban Mária Karolina hercegné Velencében találkozott apósával, és visszautasította a válást. Ez végképp eltávolította őt a francia királyi családtól, X. Károly megtagadta, hogy fiát, Henri herceget trónörököshöz méltó nevelésben részesítsék.
Ezután Mária Karolina Ferdinanda hercegné Palermóban élt férjével. A hercegné távol tartotta magát a nápoly–szicíliai királyi udvartól, morganatikus házassága miatt saját családja ignorálta személyét. A királyi család azt is visszautasította, hogy legidősebb fiát, Henrik bordeaux-i herceget, Chambord grófját a francia trón jogos várományosának ismerjék el. Férjétől még négy további gyermeke született:
- Donna Clementina Lucchesi-Palli (1835–1925), aki Camillo Zileri grófhoz (1830–1896) ment férjhez,
- Donna Francesca di Paola Lucchesi-Palli (1836–1923), aki Camillo Carlo Massimo herceg (1836–1921) felesége lett,
- Donna Isabella Lucchesi–Palli (1838–1873), akinek első férje Massimiliano Cavriani márki (1833–1863), második férje Giovanni Battista di Conti gróf (1838–1903) lett,
- Don Adinolfo Maria Leopoldo Antonio Ettore Lucchesi-Palli (1840–1911), Grazia 9. hercege.[2]

Itáliában a hercegné érdeklődni kezdett a fényképészet iránt is. Kapcsolatba került a római Caffè Greco-ban összegyűlt úttörő fényképészekkel. Gyűjtötte a fotográfiákat, a kor híres fényképészeinek levonatait. Nagyértékű gyűjteményét 1850-ben szép katalógusban adta ki „Mediterrán sétány” („Promenade méditerranéenne”) cím alatt.
Az 1848-as itáliai forradalmak és a Nápoly–Szicíliai Királyság bukása után a család Henri herceggel és a három közös gyermekkel együtt Ausztriába költözött. Visszavonultan éltek Graz közelében, a stájerországi Eichfeldben, a Brunnsee kastélyban. Férje, Lucchesi-Palli gróf 1864-ben halt meg, ugyanebben az évben velencei emigrációjában elhunyt a legidősebb leánya, Louise Marie, az elűzött parmai hercegné is. A kalandos életű Mária Karolina Ferdinanda nápoly–szicíliai hercegnő, Berry hercegnéje, Grazia hercegnéje 1870-ben hunyt el, 71 éves korában. A közeli Mureck temetőjében helyezték örök nyugalomra, síremléke ma is itt látható.